# Хуніор Фірпо
Хуніор Фірпо (ісп. Junior Firpo, нар. 10 травня 1996, Санто-Домінго) — іспанський футболіст домініканського походження, захисник клубу «Лідс Юнайтед».

## Клубна кар'єра
Фірпо народився в Домініканській Республіці, але у віці шести років разом з сім'єю переїхав до Іспанії. У 2014 році Хуніор почав займатися в академії «Бетіса». На початку 2015 року Фірпо почав виступати за команду дублерів. 15 лютого в матчі проти «Гранади Б» він дебютував у Сегунді Б за дублюючий склад. Всього у дублі провів три сезони, взявши участь у 45 матчах чемпіонату.
12 лютого 2018 року в матчі проти «Депортіво Ла-Корунья» він дебютував за першу команду у Ла Лізі. У березні в поєдинку проти «Еспаньйола» Хуніор забив свій перший гол за «Бетіс». У серпні Фірпо продовжив контракт з клубом до 2023 року. Станом на 19 червня 2019 року відіграв за клуб з Севільї 38 матчів в національному чемпіонаті.
4 серпня 2019 року Хуніор Фірпо за 18 мільйонів євро перейшов до «Барселони».

## Виступи за збірну
У Фирпо подвійне громадянство. У 2015 році він зіграв за збірну Домініканської Республіки в неофіційному матчі проти олімпійської збірної Бразилії (0:6).
У 2018 році Хуніор отримав виклик у молодіжну збірну Іспанії та вирішив виступати за збірну цієї країни. У її складі поїхав на молодіжний чемпіонат Європи 2019 року в Італії.

## Титули і досягнення
- Володар Кубка Іспанії (1):

«Барселона»: 2020-21
- Чемпіон Європи (U-21): 2019